# Hana Nesvadbová
Hana Nesvadbová (* 5. března 1944) je bývalá československá sáňkařka.

## Sportovní kariéra
Na IX. ZOH v Innsbrucku 1964 skončila v závodě jednotlivců na 9. místě.